# Gelber Schal

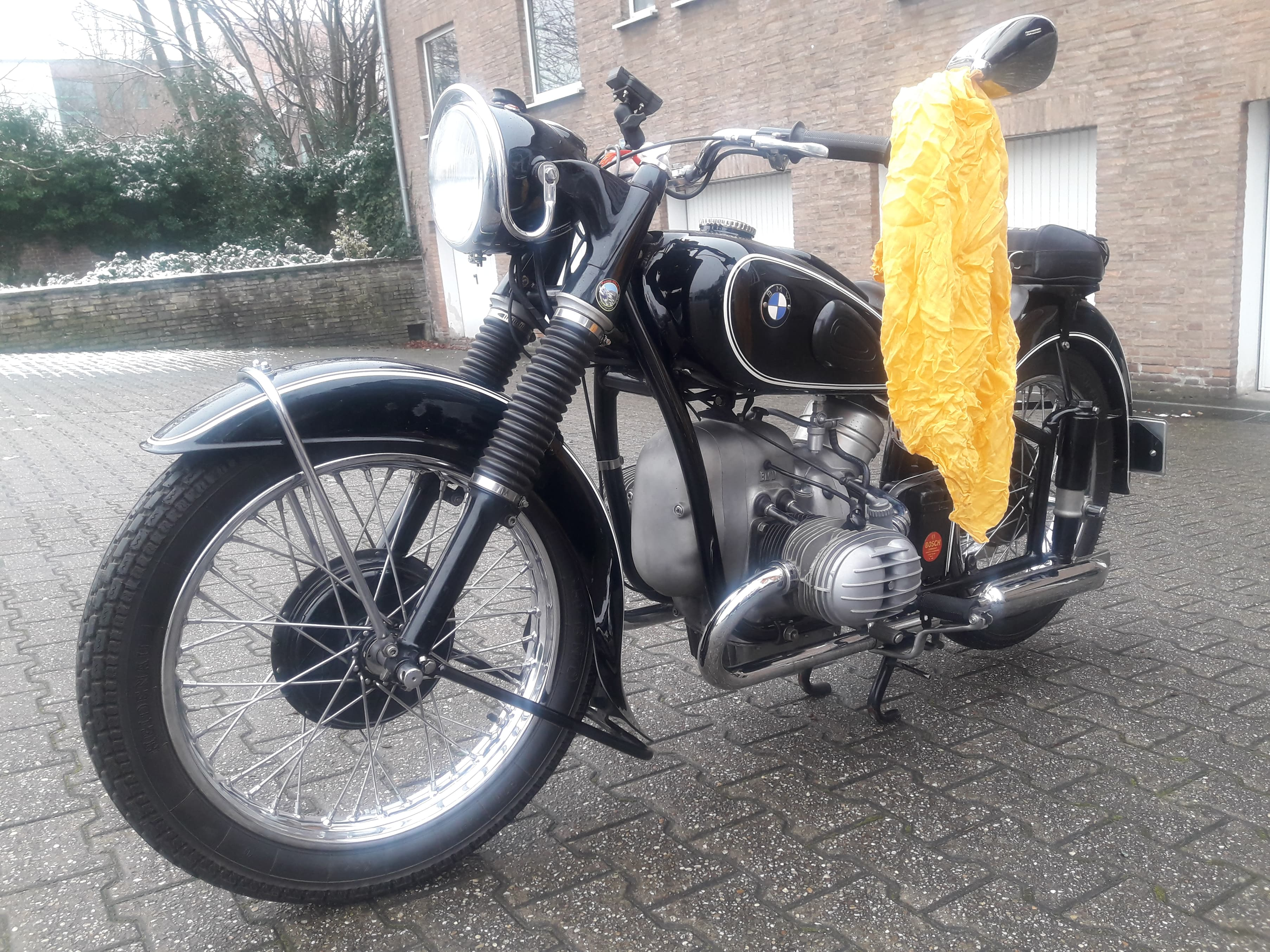
Gelber Schal an einer BMW R51/3 Baujahr 1952

Ein gelber Schal, an den Lenker eines Motorrades gebunden, war ab Mitte der 1950er Jahre ein Notsignal unter Motorradfahrern. Wer etwa im Fall einer Panne Hilfe benötigte, knotete einen gelben Schal an seinen Lenker und signalisierte vorbeikommenden anderen Fahrern ein Problem.
Nach Angaben des Bundesverbandes der Motorradfahrer sei man Mitte der 1950er Jahre in der Redaktion der Zeitschrift Das Motorrad auf die Idee gekommen, einen gelben Schal einerseits als Erkennungszeichen für ambitionierte Motorradfahrer untereinander zu etablieren, diesen aber zugleich als Bitte um Hilfe an andere Fahrer zu verwenden, indem er an den Lenker geknotet wurde. Dies veröffentlichte die Zeitschrift in einem Leitartikel von Carl Hertweck am 14. Januar 1956.
Trotz einiger Verbreitung in den 1950er bis 1970er Jahren hat das Zeichen inzwischen an Bedeutung verloren und ist nur noch wenigen bekannt.
Der Begriff wurde außerdem zu einer Rubrik der Motorradzeitschrift, in der motorradfreundliche Gasthöfe besprochen wurden. Zudem gründete man einen Verein „Der Gelbe Schal“ für Motorradfahrer, aus dem später der Bundesverband der Motorradfahrer e.V. hervorging.